# Учелара (Латина)
Учелара је насеље у Италији у округу Латина, региону Лацио.
Према процени из 2011. у насељу је живело 208 становника. Насеље се налази на надморској висини од 12 м.